# 教會灣
教會灣，又名使命湾（Mission Bay）是位于新西兰北岛的奥克兰市的一个海滨郊区，共拥有人口5,469人。在该郊区的塔马基大道（Tamaki Drive） 旁边的海滩是一个受欢迎的渡假胜地。这个区域同时也有各种各样的餐馆。使命湾位于奥克兰市中心东部7公里处，怀蒂马塔海湾（Waitemata Harbour）的南岸, 地处于奥拉基（Orakei）和柯西马拉马（Kohimarama）之间。教会湾区共占地1.08平方公里（267英亩），境内大约四分之三的土地为低山丘陵 ，将余下的四分之一的倾斜到大海的土地包围。教会湾的当地政府为奥拉基地方委员会所负责，该地方委员会同时包括奥拉基，柯西马拉马，圣赫利尔斯（St Heliers）,格林杜威（Glendowie）,圣约翰斯（St Johns），梅多班克（Meadowbank），雷姆埃拉（Remuera）和艾勒斯里（Ellerslie）。

## 历史
教会湾坐落在三块土地上，包括19世纪40年代早期从皇冠购买的柯西马拉马街区的一部分。该地区曾被成为“柯西马拉马”，现为教会湾毗邻郊区的名称。 “教会湾”的现称来自于美拉尼西亚传道士部，该传道士部是19世纪40年代晚期由英国圣公会主教乔治.奥古斯都.塞尔温在湾区所建立的。 这个学校也被叫做圣安德鲁高中，是由圣公会所建立的为美拉尼西亚裔男学生提供基督教教育的机构。 它的石质建筑为瑞德.伍德设计，是用在兰吉托托火山岛（Rangitoto）上开采的渣滓岩石建造于1858年建造的。 
在1860年的冬季，传道士部建筑被时任总督托马斯.戈尔.布朗尼（Thomas Gore Browne）上校所借用， 他召开了有历史意义的柯西马拉马会议。200位毛利人首领参加了这个会议。 会议的目的是让毛利人首领抵制毛利国王运动，并将政府当时在塔拉纳基（Taranaki）进行的 由于土地交易争议而爆发的战争合法化。此会议持续了一个月。有很多问题经过了讨论。 柯西马拉马会议特别是给了很多南方的毛利人一个更多的理解条约含义的机会。 在最后一周帕奥拉.图阿雷雷（Paeroa Tuarere）（那蒂.法图阿）（Ngati Whatua）建议条约应该被会议认可为“更全面的批准”。图阿雷雷是向奥克兰政府出售了奥克兰地峡上的土地的主要首领之一。 毛利人随后肯定了该条约并次再保证了总体而言，毛利人应该支持政府而不是新的毛利国王。 维雷姆.塔马哈那国王也参加了会议。 柯西马拉马会议被称为是独一无二的， 因为这是第一次毛利人被给予机会与欧洲人官员开会，并迈出了向新西兰政府代表的第一步。
圣公会的传教士部在1867年被转换到了诺福克岛，但是圣安德鲁斯高中继续作为教育机构运行， 成为了海军训练学校，工业学校， 也被作为对“被疏忽”的男青年教授工作实习的机构。从1915年到1920年， 沃尔什（Walsh）兄弟在此建立了他们的飞行学校，在很多年内他们用这个海作为他们的水上飞机的降落点。 据称在那时他们训练了至少三分之一的在第一次世界大战中活动的新西兰飞行员。 所以，教会湾也被称为“飞行学校湾”。
在1928年，传教士部大楼成为博物馆，但却被发现并不适合展出文物。它于1974年被新西兰历史名胜信托继承为遗产，之后圣安德鲁斯学院作为一家餐馆被出租。 

## 地标与景色

### 堡垒点
堡垒点（Bastion Point）（毛利语为塔卡帕拉法奥,即Takaparawhau），坐落在教会湾北部的尽头， 它对毛利人和欧洲人来说都具有战略意义。它对怀蒂马塔港口入口的绝佳视野使其成为保护毛利人定居点和后来奥克兰市的重要场所。教会湾和毗邻的奥拉基在1977年曾受到全国的重视，在当时毛利抗议者曾占领了堡垒点的空地。以前属于那蒂.法图阿（Ngāti Whātua）的土地几十年前就被廉价购买用于公共工程，该部落成员占领土地507天并要求归还。该地被基本上归还给毛利部落在长期的而且并不是完全不流血的占领后被归还。占领事件是官方制定调查违反《怀唐伊条约》的程序的关键起因。怀唐伊法庭成立于1975年，于1985年获得授权，其历史冤情可追溯到1840年。
堡垒点也是迈克尔.约瑟夫.萨维奇（Michael Joseph Savage）的墓于同纪念花园的所在地。他是新西兰最受欢迎的总理之一，并以福利国家的建筑师而闻名。由蒂博尔.多纳（Tibor Donner）和安东尼.巴莱特（Anthony Bartlett）设计的艺术装饰风格的合奏于1943年3月正式开放。

### 特雷沃.莫斯.戴维斯纪念喷泉
这个喷泉在教会湾保留地的中心之内。 特雷沃.莫斯.戴维斯（Trevor Moss Davis）是奥克兰白酒公司汉考克公司的董事，并于1947年45岁时因心脏病突然死亡而去世。他的父亲艾略特戴维斯，也就是1935年至1945年奥克兰市长欧内斯特戴维斯爵士的侄子，赠送了一座纪念喷泉在使命湾，以保持对他儿子的记忆。[]喷泉由建筑师乔治·托勒（George Tole）设计，由理查德·格罗斯（Richard Gross）设计，由西西里岛大理石雕刻而成，装饰着三个青铜海怪喷水以捕捉光线。纪念碑是该市海滨的标志性建筑，定期在空中发送高达12米（40英尺）的跳水喷头，晚上则有美丽的灯光秀。在夏季，幼儿将其用作戏水池。

### 公园
- 塞尔温（Selwyn）保护区 - 这是塔玛基大道和教会湾海滩之间的开放式绿地，通常被称为使命湾保护区。它以新西兰第一位圣公会主教乔治奥古斯都塞尔温命名。保护区和海滩一起是奥克兰市最受欢迎的海滨地点之一。在夏季，保护区会举办音乐，艺术和体育活动。

- 吉帕（Kepa）森林保护区 - 教会湾除了作为海滩度假胜地之外，该郊区还是吉帕（Kepa）森林保护区的所在地，位于普雷瓦（Purewa）河畔，经过奥拉基海盆Orakei Basin流入霍伯森（Hobson）湾。该保护区是一个袖珍的原生灌木丛，白天有鸟类生活，晚上在主入口附近的沟壑中有萤火虫。[15]保护区纪念蒂卡帕蒂兰吉希维努伊（Te Keepa Te Rangihiwinui），毛利军事指挥官和新西兰战争期间政府军队的盟友。他也被称为蒂卡帕，卡帕少校或肯普上校（Kemp）。在19世纪60年代的陆战期间，他为反对蒂科提Te Kooti和蒂托瓦鲁（Titokowaru）的政府军队而战。

## 教育
当地的中学是塞尔温学院和格伦多威学院。

## 外部連結
- Mission Bay Business Association （页面存档备份，存于）
- Ngāti Whātua Ōrākei （页面存档备份，存于）
- Photographs of Mission Bay （页面存档备份，存于） held in Auckland Libraries' heritage collections.